# Kłusak rosyjski

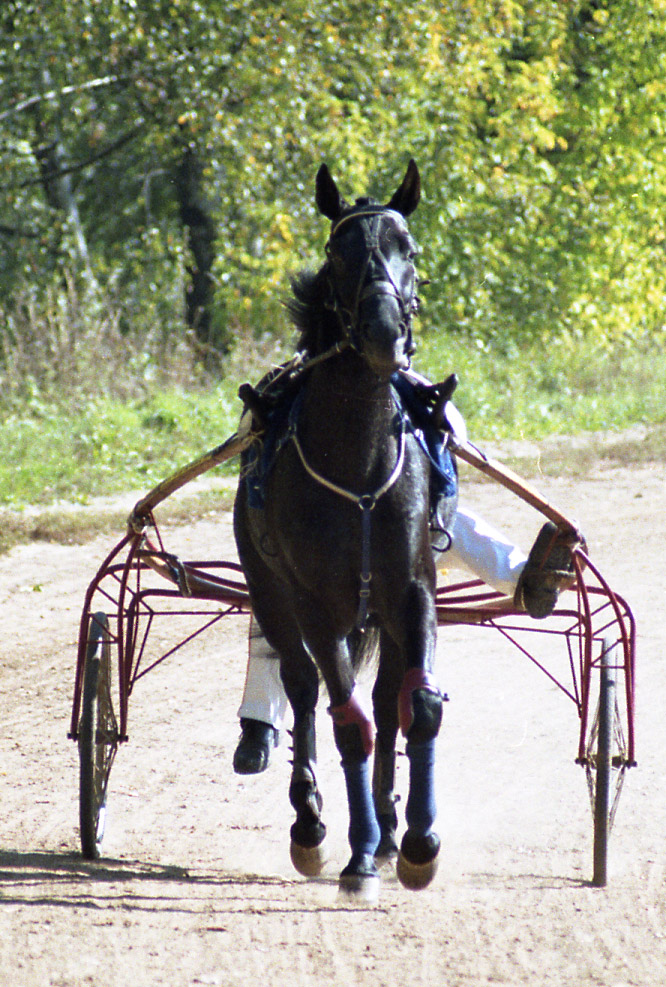
Kłusak rosyjski w uprzęży

Kłusak rosyjski (metis, ang. Russian Trotter lub Métis Trotter) powstał ze skrzyżowania kłusaka orłowskiego z kłusakiem amerykańskim. Jest to koń o mocnej konstytucji, przypominający typem i sylwetką kłusaka orłowskiego, ale lżejszy i szybszy od niego. Kłusak rosyjski dojrzewa dosyć późno jak na konia sportowego. Nawet gdy szybko się rozwija, najwyższą sprawność sportową osiąga w wieku 5-6 lat. 

## Użytkowość
Mimo że nie jest tak szybki jak kłusak amerykański, bardzo dobrze sprawdza się w wyścigach. Z sukcesami startuje w międzynarodowych zawodach na torach w Szwecji, Norwegii, Niemczech, a także Rosji i innych krajach.

## Budowa,pokrój,eksterier
Głowa prosta, ładnie ukształtowana, osadzona na długiej i proporcjonalnej szyi. Klatka piersiowa głęboka, a zad szeroki i lekko ścięty. Kłąb wydatny, kłoda długa. Kończyny dobrze umięśnione, z ukośnymi łopatkami, ale czasami mogą mieć krowią postawę. Ścięgna mocne, a kopyta zaokrąglone o bardzo wytrzymałym rogu.

## Ogólne dane
Typ rasowy - gorącokrwisty (półkrwi)
Pochodzenie - Rosja
Występowanie - Rosja i część byłych republik radzieckich
Maść - gniada, karogniada, kara, siwa lub kasztanowata
Wysokość w kłębie - 1,52 - 1,63 m
Typ użytkowy i przydatność - wyścigi kłusaków
Waga - lekka